# Conus jourdani
Conus jourdani is een in zee levende slakkensoort uit het geslacht Conus. De slak behoort tot de familie Conidae. Conus jourdani werd in 1984 beschreven door da Motta. Net zoals alle soorten binnen het geslacht Conus zijn deze slakken roofzuchtig en giftig. Zij bezitten een harpoenachtige structuur waarmee ze hun prooi kunnen steken en verlammen.